# بول سالتمان
كان بول سالتمان (11 أبريل 1928-27 أغسطس 1999) أستاذًا في الأحياء في جامعة كاليفورنيا، سان دييغو لأكثر من ثلاثة عقود وخبيرًا غذائيًا معروفًا عالميًا. وحصل على بكالوريوس العلوم في الكيمياء (1949) وشهادة الدكتوراه في الكيمياء الحيوية (1953) من معهد كاليفورنيا للتقنية. واستهل عمله في مدرسة الطب في جامعة كيك في كاليفورنيا الجنوبية، حتى عام 1967 عندما قبل منصب إداري الشؤون الأكاديمية الأول "بروفوست" في كلية ريفيلي بجامعة كاليفورنيا، سان دييغو، "الارتقاء بالتعليم الجامعي للوصول إلى نفس المستوى العالي من التميز الأكاديمي لبرنامج الدراسات العليا في الكلية ذات التوجه العلمي الشديد."" في عام 1972، تم تعيين سالتمان نائب رئيس الجامعة للشؤون الأكاديمية. وفي عام 1980، تفرغ للبحث والتدريس مرة أخرى في جامعة كاليفورنيا، سان دييغو. واشتهر أيضًا باعتباره مؤسس جامعة وارين الوطنية الجدلية في عام 1984، وهو الاسم الذي تم تغييره من اسم "جامعة كينيدي الغربية" وسط ادعاءات على كونها "جامعة وهمية". وقد أنكر سالتمان هذه الادعاءات دائمًا، ولكن في النهاية أغلقت الجامعة أبوابها في عام 2009، بعد "التعرض لمحاولة اعتماد فاشلة والتحول الاقتصادي العام". وبعد أن وافته المنية، جراء الإصابة بسرطان البروستاتا في عام 1999، تأسس كرسي بول دي سالتمان في تعليم العلوم بجامعة كاليفورنيا، سان دييغو لتكريم عضو أعلى في كلية العلوم البيولوجية، وذلك لالتزامه بتعليم العلم ونجاحه في بلوغ غايته. وكان سالتمان متزوجًا من باربرا سالتمان لما يزيد عن 50 عامًا ولا زالت ذكراه حية من خلال أبنائه ديفيد وجوشوا وخمسة أحفاد.

## إسهاماته في مجال التغذية
ركزت أبحاث سالتمان على الكيمياء والكيمياء الحيوية والدور الغذائي للمعادن ضئيلة المقدار، مثل الحديد والنحاس والزنك والمنغنيز. وقد أثبت نهجه في دراسة التغذية على أنها من العلوم الدقيقة، ويمكن قياسها واختبارها بدقة. وغالبًا ما فرّق بوضوح بين مفهوم تناول الطعام، والذي ذكر عنه: «الطعام ليس علمًا في حد ذاته، ولكنه تجربة شهوانية ضرورية للبقاء على قيد الحياة،» والتغذية. وادعى أن المتطلبات الغذائية يمكن نظريًا توفيرها من خلال التغذية الوريدية الكاملة. «ومع إمداد التغذية الوريدية الكاملة (TPN) الإنسان بكافة العناصر الغذائية الضرورية له، من وقت الرضاعة حتى السنوات الأخيرة، يمكن البقاء على حياته والحفاظ على صحة جيدة والنمو بدون أن يأكل لقمة طعام أو يشرب قطرة من السوائل إطلاقًا.»
أتاحت اكتشافاته إدخال تحسينات على إستراتيجيات الغذاء والتكملة الغذائية للوقاية من الأنيميا وتحسين الأداء البدني وتقليل احتمالات الإصابة بأمراض القلب. وتضمنت التطبيقات الإكلينيكية لأبحاثه خفض الآثار المدمرة للشقوق الحرة على القلوب والوقاية من الأنيمياء وتحسين الأداء البدني واستقلاب أفضل للعظم والهيكل العظمي. وحظت نتائج أبحاثه باهتمام صناعة الغذاء وكان مستشارًا لشركة بروكتر وغامبل ومارس ومنتجين آخرين للسلع الغذائية. ويمكن شراء كتاباته الأكاديمية من مجلة «أخبار الكيمياء والهندسة» (Chemical and Engineering News)، كما أنها محفوظة أيضًا في مكتبة مانديفيل للمجموعات الخاصة. كما عكست محاضرته التي ألقاها عام 1985 في سلسلة محاضرات ليون بيب التذكارية فلسفته العامة وكانت بعنوان «العلم مع الناس: تحية لليون بيب» (Science Is With People: A Tribute to Leon Pape).
دافع سالتمان عن فكرة تناول كافة أنواع الأطعمة، بما في ذلك اللحوم الحمراء وأحيانًا «المأكولات السريعة»، بينما ركز دائمًا على أهمية ممارسة التمارين الرياضية وتناول المكملات الغذائية. وقام بتأليف «كتاب التغذية لجامعة كاليفورنيا سان دييغو» (The University of California San Diego Nutrition Book) وهو كتاب علم مبسط يستهدف الشخص العادي، وقد آمن بفكرة أن دور العلوم لا يقتصر على مساعدة وتثقيف طلاب الجامعات فقط، ولكنه يمتد ليشمل عامة الناس أيضًا. وكان «نقيض الأكاديمي الذي يعيش في برج عاجي وعكف على توسيع نطاق دوره كمعلم ليشمل العامة. وقدم مسلسلاً مدته نصف ساعة يسمى» أنماط الحياة«(Pattern of Life) على التليفزيون التربوي الوطني ومسلسلاً على قناة بي بي إس (PBS).» وكان يُعتبر أيضًا معلمًا بارعًا ومصدر إلهام لطلابه. وكتب روبرت سي دينيس، رئيس جامعة كاليفورنيا سان دييغو عنه قائلاً: «لقد جعل حبه للتعليم وحماسه للعلم ومهاراته في التواصل منه قدوة يحتذي بها الطلاب وهيئة التدريس على حدٍ سواء. وكانت فترة عملي هنا مميزة وثرية بسبب تعرفي عليه والحصول على نصائحه ونزاهته الشخصية وشغفه بالتدريس والحياة.»